# Tour de Catalogne 1967
Le Tour de Catalogne 1967 est la 47e édition du Tour de Catalogne, une course cycliste par étapes en Espagne. L'épreuve se déroule sur 8 étapes du 6 au 13 septembre 1967 sur un total de 1 404,0 km. Le vainqueur final est le Français Jacques Anquetil de l'équipe Bic, devant Antonio Gómez del Moral et Robert Hagmann.

## Étapes
| Étape | Date         | Parcours                             | km    | Vainqueur d’étape       | Leader du classement général |
| ----- | ------------ | ------------------------------------ | ----- | ----------------------- | ---------------------------- |
| 1     | 6 septembre  | Terrassa – Tortosa                   | 205,0 | Willy Van Neste         | Willy Van Neste              |
| 2     | 7 septembre  | Tortosa – Sant Carles de la Ràpita   | 104,0 | Daniel Van Ryckeghem    | Willy Van Neste              |
| 3     | 8 septembre  | Sant Carles de la Ràpita – Tarragone | 111,0 | Gregorio San Miguel     | Willy Van Neste              |
| 4a    | 9 septembre  | Tarragone - Moià                     | 140,0 | Antonio Gómez del Moral | Antonio Gómez del Moral      |
| 4b    | 9 septembre  | Moià – Manresa                       | 79,0  | Jan Janssen             | Antonio Gómez del Moral      |
| 5     | 10 septembre | Manresa - Barcelone - Tàrrega        | 217,0 | Daniel Van Ryckeghem    | Antonio Gómez del Moral      |
| 6     | 11 septembre | Tàrrega - Camprodon                  | 237,0 | Jan Janssen             | Antonio Gómez del Moral      |
| 7a    | 12 septembre | Camprodon - Figueres                 | 86,0  | Jan Janssen             | Antonio Gómez del Moral      |
| 7b    | 12 septembre | Figueres – l'Estartit (clm)          | 45,0  | Jacques Anquetil        | Jacques Anquetil             |
| 8     | 13 septembre | l'Estartit - Castelldefels           | 180,0 | Daniel Van Ryckeghem    | Jacques Anquetil             |

### 1reétape[1]
06-09-1967: Terrassa – Tortosa, 205,0 km :
|   | Cycliste            | Équipe         | Temps           |
| - | ------------------- | -------------- | --------------- |
| 1 | Willy Van Neste     | Mann-Grundig   | 5 h 45 min 58 s |
| 2 | Robert Hagmann      | Grammont-Tigra | + 18 s          |
| 3 | José Antonio Momeñe | Fagor          | m.t.            |

|   | Cycliste            | Équipe         | Temps           |
| - | ------------------- | -------------- | --------------- |
| 1 | Willy Van Neste     | Mann-Grundig   | 5 h 45 min 58 s |
| 2 | Robert Hagmann      | Grammont-Tigra | + 18 s          |
| 3 | José Antonio Momeñe | Fagor          | m.t.            |

### 2eétape[2]
07-09-1967: Tortosa – Sant Carles de la Ràpita, 104,0 km :
|   | Cycliste             | Équipe                   | Temps           |
| - | -------------------- | ------------------------ | --------------- |
| 1 | Daniel Van Ryckeghem | Mann-Grundig             | 2 h 37 min 18 s |
| 2 | Bernard Guyot        | Pelforth-Sauvage-Lejeune | m.t.            |
| 3 | Michel Grain         | Bic                      | m.t.            |

|   | Cycliste            | Équipe       | Temps           |
| - | ------------------- | ------------ | --------------- |
| 1 | Willy Van Neste     | Mann-Grundig | 8 h 23 min 06 s |
| 2 | José Antonio Momeñe | Fagor        | + 18 s          |
| 3 | José Pérez Francés  | Kas          | m.t.            |

### 3eétape[3]
08-09-1967: Sant Carles de la Ràpita – Tarragone, 111,0 km :
|   | Cycliste            | Équipe | Temps           |
| - | ------------------- | ------ | --------------- |
| 1 | Gregorio San Miguel | Kas    | 6 h 41 min 07 s |
| 2 | Rolf Wolfshohl      | Bic    | + 1 s           |
| 3 | José Manuel Lasa    | Fagor  | m.t.            |

|   | Cycliste            | Équipe       | Temps            |
| - | ------------------- | ------------ | ---------------- |
| 1 | Willy Van Neste     | Mann-Grundig | 11 h 04 min 20 s |
| 2 | Gregorio San Miguel | Kas          | + 20 s           |
| 3 | José Manuel Lasa    | Fagor        | + 27 s           |

### 4eétape A[4]
9-09-1967: Tarragone - Moià, 140,0 km :
| Résultat de la 4e étape A \| \| Cycliste \| Équipe \| Temps \| \| - \| ----------------------- \| -------------- \| --------------- \| \| 1 \| Antonio Gómez del Moral \| Kas \| 4 h 01 min 12 s \| \| 2 \| Jos Huysmans \| Mann-Grundig \| m.t. \| \| 3 \| Paul Gutty \| Grammont-Tigra \| m.t. \| |                         |                |                 |
| | Cycliste                | Équipe         | Temps           |
| 1 | Antonio Gómez del Moral | Kas            | 4 h 01 min 12 s |
| 2 | Jos Huysmans            | Mann-Grundig   | m.t.            |
| 3 | Paul Gutty              | Grammont-Tigra | m.t.            |

### 4eétape B[4]
09-09-1967: Moià – Manresa, 79,0 km :
|   | Cycliste     | Équipe                   | Temps           |
| - | ------------ | ------------------------ | --------------- |
| 1 | Jan Janssen  | Pelforth-Sauvage-Lejeune | 1 h 53 min 38 s |
| 2 | Michel Grain | Bic                      | m.t.            |
| 3 | Ramón Sáez   | Ferrys                   | m.t.            |

|   | Cycliste                | Équipe       | Temps          |
| - | ----------------------- | ------------ | -------------- |
| 1 | Antonio Gómez del Moral | Kas          | 17h 0 min 07 s |
| 2 | Willy Van Neste         | Mann-Grundig | + 22 s         |
| 3 | Gregorio San Miguel     | Kas          | + 42 s         |

### 5eétape[5]
10-09-1967: Manresa - Barcelone - Tàrrega, 217,0 km :
|   | Cycliste             | Équipe       | Temps           |
| - | -------------------- | ------------ | --------------- |
| 1 | Daniel Van Ryckeghem | Mann-Grundig | 5 h 22 min 15 s |
| 2 | Ramón Sáez           | Ferrys       | m.t.            |
| 3 | Jorge Mariné         | Fagor        | m.t.            |

|   | Cycliste                | Équipe       | Temps            |
| - | ----------------------- | ------------ | ---------------- |
| 1 | Antonio Gómez del Moral | Kas          | 22 h 22 min 22 s |
| 2 | Willy Van Neste         | Mann-Grundig | + 22 s           |
| 3 | Gregorio San Miguel     | Kas          | + 42 s           |

### 6eétape[6]
11-09-1967: Tàrrega - Camprodon, 237,0 km :
|   | Cycliste             | Équipe                   | Temps           |
| - | -------------------- | ------------------------ | --------------- |
| 1 | Jan Janssen          | Pelforth-Sauvage-Lejeune | 6 h 54 min 19 s |
| 2 | Daniel Van Ryckeghem | Mann-Grundig             | m.t.            |
| 3 | Jacques Guiot        | Bic                      | m.t.            |

|   | Cycliste                | Équipe       | Temps            |
| - | ----------------------- | ------------ | ---------------- |
| 1 | Antonio Gómez del Moral | Kas          | 29 h 16 min 41 s |
| 2 | Willy Van Neste         | Mann-Grundig | + 22 s           |
| 3 | Gregorio San Miguel     | Kas          | + 42 s           |

### 7eétape[6]
12-09-1967: (7A Camprodon - Figueres 86 km) et (7B Figueres – l'Estartit 45 km clm):
|   | Cycliste                    | Équipe                   | Temps           |
| - | --------------------------- | ------------------------ | --------------- |
| 1 | Jan Janssen                 | Pelforth-Sauvage-Lejeune | 2 h 01 min 35 s |
| 2 | Ramón Sáez                  | Ferrys                   | m.t.            |
| 3 | José Manuel López Rodríguez | Fagor                    | m.t.            |

|   | Cycliste         | Équipe         | Temps           |
| - | ---------------- | -------------- | --------------- |
| 1 | Jacques Anquetil | Bic            | 1 h 08 min 10 s |
| 2 | Robert Hagmann   | Grammont-Tigra | + 46 s          |
| 3 | Francisco Gabica | Kas            | + 1 min 35 s    |

|   | Cycliste         | Équipe         | Temps           |
| - | ---------------- | -------------- | --------------- |
| 1 | Jacques Anquetil | Bic            | 3 h 09 min 45 s |
| 2 | Robert Hagmann   | Grammont-Tigra | + 56 s          |
| 3 | Francisco Gabica | Kas            | + 1 min 38 s    |

|   | Cycliste                | Équipe         | Temps            |
| - | ----------------------- | -------------- | ---------------- |
| 1 | Jacques Anquetil        | Bic            | 32 h 27 min 45 s |
| 2 | Antonio Gómez del Moral | Kas            | + 37 s           |
| 3 | Robert Hagmann          | Grammont-Tigra | + 1 min 16 s     |

### 8eétape[7]
13-09-1967: l'Estartit - Castelldefels, 180,0 km :
|   | Cycliste             | Équipe                   | Temps           |
| - | -------------------- | ------------------------ | --------------- |
| 1 | Daniel Van Ryckeghem | Mann-Grundig             | 4 h 38 min 40 s |
| 2 | Jan Janssen          | Pelforth-Sauvage-Lejeune | m.t.            |
| 3 | Ramón Sáez           | Ferrys                   | m.t.            |

|   | Cycliste                | Équipe         | Temps            |
| - | ----------------------- | -------------- | ---------------- |
| 1 | Jacques Anquetil        | Bic            | 37 h 06 min 25 s |
| 2 | Antonio Gómez del Moral | Kas            | + 37 s           |
| 3 | Robert Hagmann          | Grammont-Tigra | + 1 min 16 s     |

## Classement général
|    | Cycliste                 | Équipe                   | Temps            |
| -- | ------------------------ | ------------------------ | ---------------- |
| 1  | Jacques Anquetil         | Bic                      | 37 h 06 min 25 s |
| 2  | Antonio Gómez del Moral  | Kas                      | + 37 s           |
| 3  | Robert Hagmann           | Grammont-Tigra           | + 1 min 16 s     |
| 4  | Ginés García             | Fagor                    | + 1 min 38 s     |
| 5  | José Manuel Lasa         | Fagor                    | + 1 min 55 s     |
| 6  | José Pérez Francés       | Kas                      | + 2 min 11 s     |
| 7  | Gregorio San Miguel      | Kas                      | + 2 min 23 s     |
| 8  | Bernard Guyot            | Pelforth-Sauvage-Lejeune | + 2 min 33 s     |
| 9  | Willy Van Neste          | Mann-Grundig             | + 2 min 52 s     |
| 10 | Bernard Van De Kerckhove | Pelforth-Sauvage-Lejeune | + 3 min 16 s     |

## Classements annexes
|   | Cycliste          | Équipe | Points |
| - | ----------------- | ------ | ------ |
| 1 | Joaquín Galera    | Kas    | 50     |
| 2 | Antonio Blanco    | Karpy  | 41     |
| 3 | Francisco Granell | Karpy  | 38     |

|   | Cycliste                    | Équipe                   | Points |
| - | --------------------------- | ------------------------ | ------ |
| 1 | Jorge Mariné                | Fagor                    | 19     |
| 2 | José Manuel López Rodríguez | Fagor                    | 12     |
| 3 | Émile Bodart                | Pelforth-Sauvage-Lejeune | 6      |

|   | Cycliste             | Équipe                   | Points |
| - | -------------------- | ------------------------ | ------ |
| 1 | Daniel Van Ryckeghem | Mann-Grundig             | 56     |
| 2 | Jan Janssen          | Pelforth-Sauvage-Lejeune | 46     |
| 3 | Michel Grain         | Bic                      | 35     |

|   | Équipe       | Pays     | Temps             |
| - | ------------ | -------- | ----------------- |
| 1 | Fagor        | Espagne  | 148 h 36 min 26 s |
| 2 | Kas          | Espagne  | + 15 s            |
| 3 | Mann-Grundig | Belgique | + 12 min 30 s     |